# あしたは最高のはじまり
『あしたは最高のはじまり』（あしたはさいこうのはじまり、Demain Tout Commence）は、2016年のフランスのコメディドラマ映画。
一夜を共にした女性から突然「自分の娘」を託された男が、次第に彼女を生きがいにして責任ある父親へと成長する過程、また母親の葛藤や周囲の人の支えをユーモアとシリアスを交えながら描く。

## 概要
本作は2013年のメキシコ映画『Instructions Not Included』（「説明書無し」の意）のリメイクである。舞台はアメリカとメキシコから、南フランスとイギリス・ロンドンに移された。監督のジェランは「『ライフ・イズ・ビューティフル』や『幸せのちから』のように、大人と子供のシーンを巧みに演出した映画を彷彿とさせた物語」と興味を抱き、ほかの2人の脚本家とともに共同執筆に取り掛かった。
原題の「Demain Tout Commence」は「明日は新しい一日」という意味で、元々は哲学者ガストン・バシュラールの言葉である。ジェランの祖母で女優でもあったダニエル・ドロルムがよく口にしており、彼女が息子（ジェランの父で俳優のグザヴィエ・ジェラン）を亡くす辛い体験をした後も、絶望することなく人生を送った体験に基づきタイトルに選ばれた。
オリジナル版の優れたストーリー性はシナリオ作成期間短縮にも功を奏し、2015年9月に南フランスで撮影が開始され、10-11月にロンドン、11月末から12月はパリのスタジオで撮られた。撮影は52日、編集に10週間、ポストプロダクションに10か月を費やした。ロンドンの国際色豊かな風景は、サミュエルの人物造形を広げるための役に立っている。なお、劇中でサミュエルとグロリアが住むアパートは、トム・ハンクス主演の映画『ビッグ』を参考にしている。
フランスでは興行収入8週連続トップ10入り・累計300万人超の動員を記録したほか、オランダとドイツで5週連続トップ10入りするなどヨーロッパを中心にヒットした。

## あらすじ
南フランス・コートダジュールの町で観光客案内をしながら毎日を気楽に過ごすサミュエル。ある日彼の前に去年自分が一夜をともにしたという女性・クリスティンが現れ、自分が産んだサミュエルの実の娘という赤ん坊のグロリアを置き去りにされてしまう。自分で育てる自信も意思もない彼はクリスティンを追いロンドンに渡るが、クリスティンには会えず、仕事もクビになってしまう。途方にくれたサミュエルはロンドンで出会ったベルニーの元を訪れ、映像会社のプロデューサーである彼からスタントマンの仕事をあっせんしてもらい、一人でもてあましていた家に居候させてもらう。
それから8年後、ベルニーの協力もありたくましく育ったグロリアとともにサミュエルは充実した毎日を過ごしていたが、ただひとつグロリアに対しては母クリスティンが娘を置いて消えてしまったことを言えず、嘘をつき隠し通していた。そんな中、彼の元にクリスティンから連絡が届き、グロリアと面会させることになる。パートナーとともに現れたクリスティンは、グロリアを引き取りアメリカで育てることを希望するが、すでにグロリアなしの生活は考えられないものになっていたサミュエルは拒否する。あらためてグロリアとの日々をかみしめるサミュエルだが、病院での検査である重大な事実を知ってしまう。
話し合いを重ねても解決できなかった親権問題は、クリスティンにより法廷の場に持ち込まれる。

## 登場人物
サミュエル
演 - オマール・シー
能天気で無責任、自堕落な生活を送っていたが、置き去りにされた娘グロリアを育てるために奮闘する。グロリアと生活する中で次第に責任感を持ち、彼女とともに過ごす事を当たり前に感じていた。しかし、クリスティンが現れたことで、その生活を守っていけるのか、またグロリアにとって何が幸せなのか悩むようになる。
グロリア
演 - グロリア・コルストン
クリスティンからサミュエルに預けられた子供。サミュエルとは違い交渉事に長けており、彼が会得できていない英語を通訳するなど実質的にマネージャーを務めている。一方で撮影現場に入り浸っているため学校にはあまり登校できておらず、学校側から懸念されている。
クリスティン
演 - クレマンス・ポエジー
グロリアの産みの母。グロリアを産んだ時期は精神的に不安定で、思いつめた結果サミュエルに託して失踪する。その後、交際相手とともにサミュエルたちの前に現れ、グロリアを引き取ることを申し出る。自分の手でグロリアを育てられなかったことを深く後悔しており、自分の行動が批判されるものと悩みながらも、失った時間を少しでも取り戻したいと願っている。
ベルニー
演 - アントワーヌ・ベルトラン
サミュエルとロンドンで出会い、彼を見初めると同時に事情を聞いて仕事をあっせんし、グロリアの面倒を見る。パートナー募集中で、好みの男性にはひたすらアプローチする。
ローウェル
演 - アシュリー・ウォルターズ
クリスティンが連れて来た交際相手。
トム
演 - ラファエル・ヴォン・ブルメンタル
サマンサ
演 - クリスティーヌ・セラリエ
アップルトン校長
演 - アンナ・コティス
グロリアが通う学校の校長。グロリアがあまり学校に通えない状況を心配している。サミュエルがスタントを務めている番組の大ファンで、彼から聞く番組の先行きに耳をそばだてたり、グッズやデータを受け取ったりする。
グロリアの担任
演 - ラケル・キャシディ
判事
演 - ハワード・クロスリー

## スタッフ
- 監督 - ユーゴ・ジェラン（フランス語版）
- 脚本・脚色 - ユーゴ・ジェラン、マチュー・ウリオン、ジャン＝アンドレ・イェレス（フランス語版）
- 原案 - エウヘニオ・デルベス監督作「INTRUCTIONS NOT INCLUDED」
- 撮影 - ニコラ・マサール
- 装飾 - エマニュエル・デュプレ
- 衣装 - イザベル・マチュー
- メイクアップ - ヴェレリー・テリー＝ハメル
- ヘアスタイリング - レナルド・デズバン
- 編集 - グレゴワール・シヴォン、ヴァレンティン・フェロン
- オリジナル音楽 - ロブ・シモンセン
- 音響 - ルシアン・バリバール、ニコラ・ブーヴェ、グアダルーベ・カシアス、マルク・ドワネ
- キャスティング - ミカエル・ラガンス
- 美術 - パスカル・ラリテ
- 製作 - レティシア・ガリツィン、フィリップ・ルスレ（フランス語版）、ステファン・セレリエ